# Danh sách khái niệm học máy

## Học có giám sát
- AODE
- Mạng nơ-ron nhân tạo
  - Truyền ngược
  - Autoencoders
  - Hopfield networks
  - Máy Boltzmann
  - Máy Boltzmann hạn chế
  - Spiking neural networks
- Thống kê Bayes
  - Mạng Bayes
  - Cơ sở kiến thức Bayes
- Lập luận theo tình huống
- Hồi quy quá trình Gauss
- Gene expression programming
- Phương pháp Nhóm xử lý dữ liệu (GMDH)
- Lập trình logic quy nạp
- Instance-based learning
- Học lười
- Học Automata
- Học Vector Lượng Tử Hóa
- Logistic Model Tree
- Chiều dài tin nhắn tối thiểu (Cây quyết định, đồ thị quyết định,.v.v.)
  - Thuật toán hàng xóm gần nhất
  - Analogical modeling
- Probably approximately correct learning (PAC) learning
- Ripple down rules, một phương pháp thu thập kiến thức
- Các thuật toán học máy biểu tượng
- Máy véc tơ hỗ trợ
- Random Forests
- Ensembles of classifiers
  - Bootstrap aggregating (bagging)
  - Boosting (meta-algorithm)
- Phân loại thứ tự
- Mạng thông tin mờ (IFN)
- Trường ngẫu nhiên có điều kiện
- ANOVA
- Phân loại tuyến tính
  - Fisher's linear discriminant
  - Hồi quy tuyến tính
  - Logistic regression
  - Multinomial logistic regression
  - Naive Bayes classifier
  - Perceptron
  - Support vector machines
- Máy phân loại bậc hai
- Hàng xóm k-gần nhất
- Boosting
- Cây quyết định
  - C4.5
  - Random forests
  - ID3
  - CART
  - SLIQ
  - SPRINT
- Mạng Bayes
  - Naive Bayes
- Mô hình Markov ẩn

## Học không có giám sát
- Thuật toán cực đại hóa kỳ vọng
- Vector lượng tử hóa
- Generative topographic map
- Phương pháp nút cổ chai thông tin

### Mạng nơ-ron nhân tạo
- Self-organizing map

### Association rule learning
- Thuật toán Apriori
- Thuật toán ECLAT
- Thuật toán FP-tăng trưởng

### Phân nhóm theo thứ bậc
- Phân nhóm liên kết-đơn
- Phân nhóm theo khái niệm

### Phân tích cụm
- Thuật toán K-means
- Fuzzy clustering
- DBSCAN
- Thuật toán OPTICS

### Outlier Detection
- Giá trị ngoại lai địa phương

## Học nửa giám sát
- Generative models
- Low-density separation
- Phương pháp dựa trên đồ thị
- Co-training

## Học tăng cường
- Học khác biệt thời gian
- Q-learning
- Học Automata
- SARSA

## Học sâu
- Mạng niềm tin sâu
- Máy Boltzmann sâu
- Mạng nơ-ron tích chập sâu
- Mạng nơ-ron tái phát sâu
- Bộ nhớ tạm thời phân cấp

## Khác
- Tiền xử lý dữ liệu
- Danh sách các dự án trí tuệ nhân tạo
- Danh sách các bộ dữ liệu dành cho nghiên cứu học máy